# Hoyershausen
Hoyershausen este o comună din landul Saxonia Inferioară, Germania.